# L'inafferrabile criminale
L'inafferrabile criminale è il secondo albo a fumetti con protagonista Diabolik. Fu pubblicato il 1º febbraio del 1963. Scritto dalle sorelle Angela e Luciana Giussani e disegnato da Calissa Giacobini (in arte "Kalissa") modista delle sorelle, si differenzia dal precedente albo per i disegni nettamente più muliebri. Fu la prima storia della serie ad avere una tavola introduttiva e vi fece il suo esordio la Jaguar E-Type, auto che divenne una caratteristica della serie a fumetti.
Come per il primo albo, la trama è ricalcata su quella di un romanzo di Fantômas, Le magistrat cambrioleur.

## Copertina
La testata con la scritta Diabolik campeggia su uno sfondo nero che pian piano si discioglie verso il basso, come se fosse una chiazza di sangue che gronda sullo sfondo della città. Il personaggio di Diabolik, con la sua caratteristica tuta nera, campeggia in primo piano mentre osserva minaccioso, armato di pugnale, lo spettatore; alle sue spalle, sul lato sinistro, una giovane donna (colorata in giallo) lo osserva spaventata. La quarta di copertina, invece, mostra il viso dell'ispettore Ginko, che fuma la pipa, racchiuso da un tondo blu, che riporta anche il nome del personaggio. Lo sfondo è giallo.

## Trama
Nel casinò di Narbon, il barone Massimo Riber riscuote l'ennesima sconfitta a chemin de fer; ormai sommerso dai debiti decide di suicidarsi, ma viene fermato da Bonard, avvocato noto per la sua rettitudine, in realtà uno strozzino, a cui Riber deve molti soldi. Bonard, aiutato dal suo segretario/sgherro Regan, convince il barone a rubare i gioielli di sua moglie Luisa. Riber porta i gioielli a Bonard, che però li svaluta enormemente e concede una somma irrisoria al barone. Tornando a casa, Riber viene aggredito da Diabolik e sviene per la paura, permettendo al ladro di rubargli il denaro datogli da Bonard. Intanto Bonard e Regan discutono, poiché il segretario pretende metà del maltolto; nella colluttazione l'avvocato viene ucciso, e Regan si impadronisce dei gioielli. Diabolik lo insegue con l'intenzione di sottrargli i gioielli, ma a causa di un imprevisto deve interrompere il pedinamento prima di scoprire il nascondiglio dei preziosi.
L'indomani, per non destare sospetti, Regan si reca normalmente al lavoro, dove tuttavia trova Bonard vivo e vegeto. Il segretario si scaglia di nuovo contro di lui, ma viene atterrato con una mossa di judo: il segretario comprende allora che Bonard è in realtà Diabolik. I due fanno un patto: se Regan gli svelerà il nascondiglio dei gioielli, Diabolik lo lascerà in vita e spartirà con lui il bottino.
Nel frattempo Ginko è ancora furibondo per essersi lasciato scappare Diabolik. Per distrarlo, Gustavo Garian lo invita a cena in un night club, dove fanno la conoscenza della bellissima ballerina messicana Diana Cruz. Mentre parlano con lei, Ginko riceve la notizia della scomparsa del barone Riber e del furto dei gioielli di sua moglie, cosa che sconvolge Diana; in seguito Ginko riconoscerà la preziosa spilla indossata dalla ballerina tra le foto dei gioielli rubati alla baronessa.
Diabolik e Regan, intanto, giungono al campanile della chiesetta del paese. Regan sale su una scala a pioli fino alla campana dentro cui sono nascosti i gioielli, ma intuendo che Diabolik lo tradirà, si nasconde i preziosi addosso e lancia al criminale lo scrigno vuoto. Diabolik in effetti fa cadere la scala e scappa: Regan si salva ancorandosi al batacchio della campana, dove rimane tutta la notte. Il giorno dopo, durante la messa, la campana viene fatta suonare: Regan muore sfracellato e i gioielli cadono al suolo. Ginko, che era lì per indagare sulla scomparsa di Riber, domanda a Bonard (ancora impersonato da Diabolik) come mai il suo segretario avesse addosso i gioielli rubati, ma Diabolik riesce a sviare. In seguito, mentre si trova nell'ufficio di Bonard, Diabolik riceve la visita di Payot, un povero poliziotto che ha bisogno di soldi. Per toglierselo di torno, Diabolik gli concede la somma richiesta, poi corre al tribunale per rubare i gioielli Riber dall'archivio reperti.
Ginko si reca a casa di Bonard e scopre fortunosamente il cadavere dell'avvocato. Intuendo la verità fa mettere sotto assedio il tribunale: Diabolik si vede perduto, ma Payot, per sdebitarsi, lo fa uscire di nascosto dalla porta di servizio; quando Ginko arriva a catturarlo, Diabolik è ormai lontano.
L'indomani Diana Cruz chiede a Ginko di raggiungerla a casa sua, dove si nasconde il barone Riber: egli spiega di essere amante di Diana e di averle donato la spilla; l'uomo promette che non giocherà mai più d'azzardo, e Ginko acconsente a non rivelare la tresca a sua moglie.

## I disegni
Le tavole vennero disegnate da Calissa Montelli Gali, nota anche come Calissa Giacobini o Kalissa.. La donna nacque a Nikolaev il 22 gennaio 1914, figlia di Aleksei Montelli Gali e di Aida Bossalini; quest'ultima ebbe una relazione clandestina con un amico del marito, il pittore russo Vsevolode Petrovic Nicouline: con lui ella fuggì portando con sé anche Calissa. I tre si stabilirono dapprima a Costantinopoli e poi a Genova, dove restarono dal dicembre 1920 fino alla fine degli Anni '40, prima di trasferirsi definitivamente a Milano. Da ragazza, Calissa divenne assistente del patrigno, e in seguito a contrasti tra l'uomo e la casa editrice De Agostini, con la quale collaborava, gli subentrò nella gestione dei rapporti con l'editore. La donna rilevò poi l'attività di Nicouline, firmandosi Kalissa Giacobini e realizzando tavole tematiche per l'Enciclopedia Imago Mundi, per i calendari promozionali e per i menù della Navigazione Italia. Conobbe Angela Giussani nel 1961, diventandone la modista personale; dopo aver corretto qualche vignetta del primo numero di Diabolik, si propose per disegnare il secondo; questo sarà il suo unico lavoro nel campo dei fumetti. Dopo il matrimonio col disegnatore Federico Dante Pietro Verri (1978), continuò l'attività di illustratrice firmandosi Kalissa Verri. Morì il 18 novembre 2010. Le sue opere sono state esposte nella mostra “Imago Italiae, la geografia visiva - Le carte geopittoriche della famiglia DeAgostini", tenuta a Milano presso la Biblioteca Sormani nel 2017.
A partire dall'agosto del 1964 la casa editrice Astorina ristampò i primi 17 numeri della serie e, nell'occasione, le Giussani fecero ridisegnare il primo numero a Gino Marchesi e il secondo a dAulo Brazzoduro, versione che compare anche nelle successive ristampe Diabolik R e Diabolik Swiss.

## Remake
La storia ha ricevuto un remake nel 2024, pubblicato nel numero estivo de Il Grande Diabolik, con la sceneggiatura riscritta da Angelo Palmas a partire da quella originale delle sorelle Giussani e adattata da Tito Faraci per le matite di Giuseppe Palumbo e Sandro Giordano. La storia originale non subisce sostanziali cambiamenti (a parte la correzione di alcuni buchi di sceneggiatura), ma vengono aggiunte alcune sequenze che spiegano come Diabolik venga a conoscenza dei traffici dell'avvocato Bonard e, soprattutto, approfondiscono la frattura tra il criminale ed Elizabeth Gay .